# Olympisch kwalificatietoernooi voetbal 2020 (CONCACAF mannen)
Het Olympisch kwalificatietoernooi voetbal 2020 voor landen die lid zijn van de CONCACAF (voetbalbond van het Noord- en Midden-Amerikaanse continent) zou worden gespeeld tussen 20 maart en 1 april 2020 in Mexico. De wedstrijden worden echter uitgesteld in verband met het coronapandemie.
Dit is het kwalificatietoernooi voor het voetbaltoernooi op de Olympische spelen van 2020 in Japan. De nummers 1 en 2 plaatsen zich voor dat toernooi. Voorafgaand werd tussen 17 juli en 21 juli 2019 een kwalificatie gespeeld voor Centraal-Amerikaanse landen en tussen 17 juli en 22 september 2019 voor landen van de Caraïben. Het toernooi werd verplaatst naar maart 2021. Mexico won het toernooi, in de finale die werd gespeeld op 31 maart, werd na strafschoppen gewonnen van Honduras. Beide landen kwalificeerden zich voor de Olympische Spelen.

## Kwalificatie
De Verenigde Staten, Canada en Mexico zijn automatisch gekwalificeerd.

### Centraal-Amerika
| Team 1    | Totaal | Team 2      | 1e wedstrijd | 2e wedstrijd |
| --------- | ------ | ----------- | ------------ | ------------ |
| Guatemala | 2–3    | Costa Rica  | 0–3          | 2–0          |
| Nicaragua | 0–5    | Honduras    | 0–2          | 0–3          |
| Panama    | 1–3    | El Salvador | 1–1          | 0–2          |

### Caraïben – eerste ronde
| Pos. | Land                 | DV             | DV             | Ptn.           |
| ---- | -------------------- | -------------- | -------------- | -------------- |
| 1    | Saint Kitts en Nevis | 5              | 1              | 4              |
| 2    | Jamaica              | 2              | 0              | 2              |
| 3    | Dominica             | 1              | 5              | 1              |
|      | Guyana               | teruggetrokken | teruggetrokken | teruggetrokken |

| Pos. | Land                        | DV             | DV             | Ptn.           |
| ---- | --------------------------- | -------------- | -------------- | -------------- |
| 1    | Barbados                    | 6              | 0              | 6              |
| 2    | Cuba                        | 3              | 3              | 3              |
| 3    | Amerikaanse Maagdeneilanden | 2              | 8              | 0              |
|      | Trinidad en Tobago          | teruggetrokken | teruggetrokken | teruggetrokken |

| Pos. | Land            | DV             | DV             | Ptn.           |
| ---- | --------------- | -------------- | -------------- | -------------- |
| 1    | Haïti           | 4              | 2              | 4              |
| 2    | Grenada         | 1              | 2              | 3              |
| 3    | Kaaimaneilanden | 2              | 3              | 1              |
|      | Suriname        | teruggetrokken | teruggetrokken | teruggetrokken |

| Pos. | Land                   | DV | DV | Ptn. |
| ---- | ---------------------- | -- | -- | ---- |
| 1    | Dominicaanse Republiek | 9  | 2  | 9    |
| 2    | Puerto Rico            | 4  | 3  | 6    |
| 3    | Saint Lucia            | 5  | 4  | 3    |
| 4    | Antigua en Barbuda     | 1  | 10 | 0    |

### Caraïben – tweede ronde
| Datum             | Team 1               | Totaal | Team 2                 |
| ----------------- | -------------------- | ------ | ---------------------- |
| 22 september 2019 | Saint Kitts en Nevis | 0–2    | Dominicaanse Republiek |
| 22 september 2019 | Haïti                | 4–0    | Barbados               |

## Stadions
| Guadalajara                        | Zapopan                          |
| ---------------------------------- | -------------------------------- |
| Estadio Jalisco Capaciteit: 55.110 | Estadio Akron Capaciteit: 49.850 |
|                                    |                                  |

## Loting
De loting voor het hoofdtoernooi vond plaats op 9 januari 2020 om 19:00 (UTC−6) in het Estadio Akron, in Guadalajara, Mexico. De acht landen werden verdeeld over vier potten. Van de landen uit pot 1 werd bepaald in welke poule ze terecht zouden komen. Mexico in groep A en Honduras in groep B. Pot 2 bestond uit de overige landen uit Noord-Amerika, in pot 3 kwamen de landen uit Centraal-Amerika en in pot 4 de landen van de Caraïben.
| Pot 1                         | Pot 2                       | Pot 3                      | Pot 4                            |
| ----------------------------- | --------------------------- | -------------------------- | -------------------------------- |
| - Mexico (A1) - Honduras (B1) | - Canada - Verenigde Staten | - Costa Rica - El Salvador | - Dominicaanse Republiek - Haïti |

## Groepsfase

### Groep A
| Pos | Land                   | Wed | Win | Gel | Ver | DV | DT | +/- | Pnt |
| --- | ---------------------- | --- | --- | --- | --- | -- | -- | --- | --- |
| 1   | Mexico                 | 3   | 3   | 0   | 0   | 8  | 1  | +7  | 9   |
| 2   | Verenigde Staten       | 3   | 2   | 0   | 1   | 5  | 1  | +4  | 6   |
| 3   | Costa Rica             | 3   | 1   | 0   | 2   | 5  | 4  | +1  | 3   |
| 4   | Dominicaanse Republiek | 3   | 0   | 0   | 3   | 1  | 13 | –12 | 0   |

|                             |                  |              |            |                                                                  |
| 18 maart 2021 15:30 (UTC−6) | Verenigde Staten | 1–0          | Costa Rica | Estadio Jalisco, Guadalajara Scheidsrechter: Said Martínez (HON) |
| 18 maart 2021 15:30 (UTC−6) | Ferreira 35'     | Externe link |            | Estadio Jalisco, Guadalajara Scheidsrechter: Said Martínez (HON) |

|                             |                                       |              |                        |                                                               |
| 18 maart 2021 18:00 (UTC−6) | Mexico                                | 4–1          | Dominicaanse Republiek | Estadio Jalisco, Guadalajara Scheidsrechter: Reon Radix (GRN) |
| 18 maart 2021 18:00 (UTC−6) | Rodríguez 22' Córdova 51', 69', 90+4' | Externe link | 73' (pen.) Azcona      | Estadio Jalisco, Guadalajara Scheidsrechter: Reon Radix (GRN) |

|                             |                        |              |                                           |                                                               |
| 21 maart 2021 17:00 (UTC−6) | Dominicaanse Republiek | 0–4          | Verenigde Staten                          | Estadio Akron, Zapopan Scheidsrechter: Daneon Parchment (JAM) |
| 21 maart 2021 17:00 (UTC−6) |                        | Externe link | 60' Yueill 73', 78' Dotson 90' Mihailovic | Estadio Akron, Zapopan Scheidsrechter: Daneon Parchment (JAM) |

|                             |            |              |                                |                                                          |
| 21 maart 2021 19:30 (UTC−6) | Costa Rica | 0–3          | Mexico                         | Estadio Akron, Zapopan Scheidsrechter: Iván Barton (SLV) |
| 21 maart 2021 19:30 (UTC−6) |            | Externe link | 6' Antuna 52' Vega 69' Córdova | Estadio Akron, Zapopan Scheidsrechter: Iván Barton (SLV) |

|                             |                                                 |              |                        |                                                                       |
| 24 maart 2021 17:00 (UTC−6) | Costa Rica                                      | 5–0          | Dominicaanse Republiek | Estadio Jalisco, Guadalajara Scheidsrechter: Fernando Guerrero) (MEX) |
| 24 maart 2021 17:00 (UTC−6) | Ugalde 29' Alfaro 43' Leal 60', 70' Salazar 72' | Externe link |                        | Estadio Jalisco, Guadalajara Scheidsrechter: Fernando Guerrero) (MEX) |

|                             |            |              |                  |                                                                     |
| 24 maart 2021 19:30 (UTC−6) | Mexico     | 1–0          | Verenigde Staten | Estadio Jalisco, Guadalajara Scheidsrechter: Daneon Parchment (JAM) |
| 24 maart 2021 19:30 (UTC−6) | Antuna 45' | Externe link |                  | Estadio Jalisco, Guadalajara Scheidsrechter: Daneon Parchment (JAM) |

### Groep B
| Pos | Land        | Wed | Win | Gel | Ver | DV | DT | +/- | Pnt |
| --- | ----------- | --- | --- | --- | --- | -- | -- | --- | --- |
| 1   | Honduras    | 3   | 1   | 2   | 0   | 5  | 2  | +3  | 5   |
| 2   | Canada      | 3   | 1   | 2   | 0   | 3  | 1  | +2  | 5   |
| 3   | El Salvador | 3   | 1   | 1   | 1   | 3  | 4  | –1  | 4   |
| 4   | Haïti       | 3   | 0   | 1   | 2   | 1  | 5  | –4  | 1   |

|                             |                                      |              |       |                                                                 |
| 19 maart 2021 13:30 (UTC−6) | Honduras                             | 3–0          | Haïti | Estadio Jalisco, Guadalajara Scheidsrechter: Jair Marrufo (USA) |
| 19 maart 2021 13:30 (UTC−6) | Vuelto 14' (pen.), 38' Rodríguez 18' | Externe link |       | Estadio Jalisco, Guadalajara Scheidsrechter: Jair Marrufo (USA) |

|                             |                   |              |             |                                                                      |
| 19 maart 2021 16:00 (UTC−6) | Canada            | 2–0          | El Salvador | Estadio Jalisco, Guadalajara Scheidsrechter: Fernando Guerrero (MEX) |
| 19 maart 2021 16:00 (UTC−6) | Buchanan 17', 21' | Externe link |             | Estadio Jalisco, Guadalajara Scheidsrechter: Fernando Guerrero (MEX) |

|                             |              |     |        |                                                                    |
| 22 maart 2021 16:00 (UTC−6) | Haïti        | 0–0 | Canada | Estadio Akron, Zapopan Scheidsrechter: Juan Gabriel Calderón (CRC) |
| 22 maart 2021 16:00 (UTC−6) | Externe link |     |        | Estadio Akron, Zapopan Scheidsrechter: Juan Gabriel Calderón (CRC) |

|                             |             |              |              |                                                          |
| 22 maart 2021 18:30 (UTC−6) | El Salvador | 1–1          | Honduras     | Estadio Akron, Zapopan Scheidsrechter: César Ramos (MEX) |
| 22 maart 2021 18:30 (UTC−6) | Márquez 64' | Externe link | 46' Martinez | Estadio Akron, Zapopan Scheidsrechter: César Ramos (MEX) |

|                             |                  |              |            |                                                                 |
| 25 maart 2021 17:30 (UTC−6) | El Salvador      | 2–1          | Haïti      | Estadio Jalisco, Guadalajara Scheidsrechter: Jair Marrufo (USA) |
| 25 maart 2021 17:30 (UTC−6) | Pérez 19', 45+3' | Externe link | 21' Louima | Estadio Jalisco, Guadalajara Scheidsrechter: Jair Marrufo (USA) |

|                             |               |              |               |                                                                |
| 25 maart 2021 20:00 (UTC−6) | Honduras      | 1–1          | Canada        | Estadio Jalisco, Guadalajara Scheidsrechter: César Ramos (MEX) |
| 25 maart 2021 20:00 (UTC−6) | Maldonado 30' | Externe link | 28' Cornelius | Estadio Jalisco, Guadalajara Scheidsrechter: César Ramos (MEX) |

## Knock-outfase
|  | halve finale           | halve finale           |  |        | finale             | finale             |
|  |                        |                        |  |        |                    |                    |
|  | 28 maart – Guadalajara |                        |  |        |                    |                    |
|  | Honduras               | 2                      |  |        |                    |                    |
|  | Verenigde Staten       | 1                      |  |        | 30 maart – Zapopan | 30 maart – Zapopan |
|  |                        |                        |  |        | Honduras           | 1 (4)              |
|  | 28 maart – Guadalajara | 28 maart – Guadalajara |  | Mexico | 1 (5)              |                    |
|  | Mexico                 | 2                      |  |        |                    |                    |
|  | Canada                 | 0                      |  |        |                    |                    |

### Halve finale
|                             |                         |              |                  |                                                                |
| 28 maart 2021 16:00 (UTC−6) | Honduras                | 2–1          | Verenigde Staten | Estadio Jalisco, Guadalajara Scheidsrechter: Iván Barton (SLV) |
| 28 maart 2021 16:00 (UTC−6) | Obregón 45+4' Palma 47' | Externe link | 52' Yueill       | Estadio Jalisco, Guadalajara Scheidsrechter: Iván Barton (SLV) |

|                             |                        |              |        |                                                                          |
| 28 maart 2021 19:00 (UTC−6) | Mexico                 | 2–0          | Canada | Estadio Jalisco, Guadalajara Scheidsrechter: Juan Gabriel Calderón (CRC) |
| 28 maart 2021 19:00 (UTC−6) | Antuna 57' Vásquez 64' | Externe link |        | Estadio Jalisco, Guadalajara Scheidsrechter: Juan Gabriel Calderón (CRC) |

### Finale
|                             |                                        |              |                                 |                                                               |
| 30 maart 2021 19:00 (UTC−6) | Honduras                               | 1–1 (n.v.)   | Mexico                          | Estadio Akron, Zapopan Scheidsrechter: Daneon Parchment (JAM) |
| 30 maart 2021 19:00 (UTC−6) | Rodríguez 71'                          | Externe link | 80' (pen.) Macías               | Estadio Akron, Zapopan Scheidsrechter: Daneon Parchment (JAM) |
| 30 maart 2021 19:00 (UTC−6) | Strafschoppen                          |              |                                 | Estadio Akron, Zapopan Scheidsrechter: Daneon Parchment (JAM) |
| 30 maart 2021 19:00 (UTC−6) | Obregón Rodríguez Rivas Meléndez Reyes | 4–5          | Vásquez Mozo Antuna Angulo Vega | Estadio Akron, Zapopan Scheidsrechter: Daneon Parchment (JAM) |

Mannentoernooi · Kwalificatie: Afrika (CAF) · Azië (AFC) · Europa (UEFA) · Noord- en Midden-Amerika (CONCACAF) · Oceanië (OFC) · Zuid-Amerika (CONMEBOL)

Vrouwentoernooi · Kwalificatie: Afrika (CAF) · Azië (AFC) · Europa (UEFA) · Noord- en Midden-Amerika (CONCACAF) · Oceanië (OFC) · Zuid-Amerika (CONMEBOL)